# Synagelini
Synagelini è una tribù di ragni appartenente alla Sottofamiglia Spartaeinae della Famiglia Salticidae dell'Ordine Araneae della Classe Arachnida.

## Distribuzione
I nove generi oggi noti di questa tribù sono diffusi prevalentemente nelle Americhe, circa sei generi; gli altri tre si rinvengono rispettivamente in Asia, Africa e Australia.

## Tassonomia
A giugno 2011, gli aracnologi riconoscono nove generi appartenenti a questa tribù:
- Allodecta Bryant, 1950 — Giamaica (1 specie)
- Cheliferoides F. O. P.-Cambridge, 1901 — dagli USA al Panamá (3 specie)
- Descanso Peckham & Peckham, 1892 — Brasile, Perù, Panamá, Hispaniola (10 specie)
- Mexcala Peckham & Peckham, 1902 — Africa, Yemen, Iran (6 specie)
- Paradescanso Vellard, 1924 — Brasile (1 specie)
- Pseudopartona Caporiacco, 1954 — Guiana francese (1 specie)
- Pseudosynagelides Zabka, 1991 — Australia (6 specie)
- Synageles Simon, 1876 — Regione paleartica, America settentrionale, Egitto (19 specie)
- Synagelides Strand, 1906  — Russia, Asia (31 specie)